# Російський інститут театрального мистецтва
Російський інститут театрального мистецтва (рос. Российский институт театрального искусства) — вищий театральний навчальний заклад Росії та Європи і один з найбільших у світі. Заснований в 1878 році, розміщений у Москві. Будівля є об'єктом культурної спадщини, (пам'яткою архітектури) федерального значення.

## Історія
22 листопада 1878 року під патронатом Товариства любителів музичного і драматичного мистецтва в Москві російський піаніст Петро Шостаковський відкрив музично-драматичну школу для вільних відвідувачів. У 1883 році Товариство любителів було перейменовано в Московське філармонійне товариство, директор якого, Петро Шостаковський, передав в його ведення і свою школу. 1886 року школа, перейменована в Музично-драматичне училище та прирівняна до консерваторії.
У 1902 році училище переїхало в особняк Солдатенкових на Малому Кисловському провулку, де і нині розташований головний корпус.
У 1918 році Музично-драматичне училище перейменували на Музично-драматичний інститут, а в 1919 році — на Державний інститут музичної драми. 17 вересня 1922 року, після об'єднання з Державними вищими театральними майстернями під керівництвом Всеволода Мейєрхольда, реорганізували в Державний інститут театрального мистецтва (ДІТМ) (рос. Государственный институт театрального искусства — ГИТИС). Мейєрхольд створив при ньому театр, який у 1923 році відокремився від інституту і перетворився на Театр імені Мейєрхольда.
Інститут об'єднував 9 самостійних «виробничих майстерень», у кожної був свій майстер, при цьому творчі позиції майстрів могли бути діаметрально протилежними; дуже скоро штучно об'єднані майстерні стали виходити зі складу інституту. Неопрацьованість навчальних планів і програм призвела до того, що у 1925/1926 навчальному році ДІТМ був переведений на становище технікуму (зберігши 4-річний термін навчання) і став іменуватися Центральним технікумом театрального мистецтва, до складу якого входили три відділення: драматичне, музично-драматичне (оперне) і клубно-режисерське. У 1930 році були утворені режисерсько-педагогічний, директорський і театрознавчий факультети.
1931 року, в результаті об'єднання кількох навчальних закладів, був утворений Навчально-театральний комбінат, якому в січні 1934 року присвоїли ім'я А. В. Луначарського. В липні 1935 року Театральний комбінат був в черговий раз реорганізований і з того часу більше ніж півстоліття іменувався Державним інститутом театрального мистецтва ім. А. В. Луначарського. Спочатку в ГІТІСі було три факультети: режисерський, акторський і директорський; закритий в ході реорганізації театрознавчий факультет був відновлений в 1937 році, директорський факультет, навпаки, до 1939 року був ліквідований.
Під час німецько-радянської війни ДІТМ був евакуйований в Саратов. Ректором інституту в цей час був Йосип Мойсейович Раєвський.
У 1943—1948 роках ДІТМ очолював Стефан Мокульський, звільнений на початку 1949 року під час так званої «боротьби з космополітизмом» — після опублікування в «Правді» статті «Про одну антипатріотичну групу театральних критиків»; тоді ж з інституту були звільнені багато викладачів.
З 1958 року при ДІТМ працює Навчальний театр, відомий багатьма своїми постановками.
У 1964 році на режисерському факультеті був набраний експериментальний курс режисерів естради, в квітні 1968 року була організована кафедра режисури естради та масових вистав; нарешті, в 1973 році відкрився факультет естради.
У ніч з 28 на 29 березня 2013 року в Головному корпусі сталася пожежа; постраждала тільки будівля. Площа загоряння склала 500 квадратних метрів. Передбачається, що пожежа сталася внаслідок короткого замикання на горищі.